# 롤리타 샤마
롤리타 샤마(Lolita Chammah, 1983년 10월 1일 ~ )는 프랑스의 배우이다. 배우 이자벨 위페르의 딸이다.

## 출연 작품
- 여자 이야기 (1988)
- 코파카바나 (2010)
- 페어웰, 마이 퀸 (2012) - 하인 루이종 역
- 고흐, 영원의 문에서 (2018)